# Jezarotes yamatonis
Jezarotes yamatonis là một loài tò vò trong họ Ichneumonidae.